# MN-121
MN-121 – polska przeciwdenna mina przeciwpancerna.
Mina MN-121 jest ustawiana narzutowo przy pomocy śmigłowcowego systemu minowania narzutowego Platan lub rakiet niekierowanych kalibru 122 mm Feniks-Z. Po zrzuceniu ze śmigłowca lub rozcaleniu głowicy pocisku rakietowego mina opada na spadochronie. Mina MN-121 jest miną nieusuwalną. Po ustalonym podczas minowania czasie (3, 6, 12, 24, lub 96 godzin) następuje samolikwidacja miny.